# Chloris (ocell)
Chloris és un dels gèneres d'ocells de la família dels fringíl·lids (Fringillidae) que resulta de la reorganització d'aquesta família arran recents estudis com ara els de Zuccon et el 2012. Una de les espècies d'aquest gènere, el verdum (Chloris chloris) és comuna als Països Catalans. L'apel·latiu verdum es fa extensiu a la resta d'espècies del gènere.

## Taxonomia
Segons la classificació del Congrés Ornitològic Internacional (versió 11.1, 2021), aquest gènere està format per 6 espècies que fins fa poc eren ubicades a Carduelis:
- Chloris chloris - verdum europeu.
- Chloris sinica - verdum oriental.
- Chloris kittlitzi - verdum de les Bonin.
- Chloris spinoides - verdum de l'Himàlaia.
- Chloris monguilloti - verdum del Vietnam.
- Chloris ambigua - verdum capnegre.